# Noyers, Loiret
Noyers är en kommun i departementet Loiret i regionen Centre-Val de Loire strax norr Frankrikes mitt. Kommunen ligger i kantonen Lorris som tillhör arrondissementet Montargis. År 2022 hade Noyers 743 invånare.

## Befolkningsutveckling
Antalet invånare i kommunen Noyers
| Referens: INSEE |